# Microsoft Forms
Ne doit pas être confondu avec Windows Forms.
Chronologie des versions
Microsoft InfoPath
Microsoft Forms, anciennement Office 365 Forms, est un créateur de formulaires en ligne, intégré à Microsoft 365.

## Histoire
Le service est fondé par Microsoft en juin 2016, il permet de créer des enquêtes, sondages et questionnaires avec notation automatique. Les données récoltées peuvent être visualisées en direct ou exportées vers différents services tiers,.
En 2019, Microsoft publie Forms Pro offrant la possibilité d'exporter des données vers Power BI.

## Hameçonnage et fraude
En raison d'une vague d'attaques d'hameçonnage (phishing en anglais) en lien avec Microsoft 365 début 2021, Microsoft met en place un système d'algorithmes pour détecter et bloquer automatiquement ce type d'attaques sur Forms. L'entreprise recommande aux utilisateurs de ne pas soumettre de données personnelles sur son service.